# Scam baiting
Scam baiting är en aktivitet där man låter sig utsättas för lurendrejeri, för att manipulera lurendrejarna. Det förekommer framförallt över Internet i samband med Nigeriabrev. Syften med detta kan vara att helt enkelt roa sig, men även att slösa bedragarens tid och resurser, att på olika sätt förnedra bedragaren och i vissa fall att ange bedragarna hos myndigheter. 

## Metoder
Nigeriabedrägerier och liknande börjar med att bedragaren skickar ut ett standardmail till väldigt många personer. För att göra sitt arbete tidseffektivt har de standardsvar som de skickar när en person svarar med visat intresse. En scambaiter kan skriva väldigt invecklade och komplicerade svar för att tvinga bedragaren att noggrant läsa deras mail och svara med annat än standardsvar, vilket kan vara både svårt och tidskrävande och dessutom ge för scambaitern komiska resultat då bedragarnas kunskaper i engelska ofta är begränsade. Korrespondensen mellan bedragaren och scambaitern kan ibland pågå under lång tid, uppemot ett par år, där scambaitern hittar på olika personligheter. I sällsynta fall har man även lyckats få bedragarna att resa till andra länder till avtalade möten, vilket innebär en kostnad för resa och boende.
Scambaiters kan också säga att de överfört pengar med Western Union som bedragaren bett om, för att få bedragaren att gå eller åka till Western Union-kontoret, vilket är tidskrävande och kan medföra resekostnader. Det kan också kosta bedragarna pengar att skicka falska checkar och dokument.
Vissa scambaiters ägnar sig åt olika typer av trofésamlande. Med förevändningen att bekräfta att bedragaren är äkta kan man be denne att ta fotografier i olika komiska, förnedrande, positioner eller med skyltar med olika, ofta dubbeltydiga, budskap som framstår som förnedrande på ett sätt som inte framgår för bedragaren. Andra förevändningar som kan uppges är att bedragaren för att kunna göra affärer måste gå med i en fiktiv organisation med någon typ av initieringssrit som måste genomgås och dokumenteras. Till exempel kan bedragaren övertalas att skaffa en tatuering med förnedrande motiv. Dessa foton läggs ofta ut på webbplatser där scambaiters samlas. 
En annan typ av trofésamling går ut på att scambaitern beställer konsthantverk, som träsniderier, mot utlovade pengar som aldrig betalas ut.

## Effekter av scambaiting
Det har förekommit att myndigheter, till exempel polis, men även journalister, har arbetat tillsammans med scambaiters för att få tag på bedragarna. Detta är dock inte särskilt vanligt förekommande. I journalisternas fall görs detta för att dokumentera företeelsen. Det finns TV-program där journalister till och med har träffat bedragare och dokumenterat mötet med dold kamera; något som anses vara farligt eftersom det ofta rör sig om organiserade yrkeskriminella.
Frågan hur effektivt scambaiting är när det gäller att hindra bedragarna i deras arbete är omtvistat och troligen väldigt svårt eller omöjligt att avgöra. För scambaiters är kan det vara både en hobby och ett nöje; dessa finner tillfredsställelse i att veta att bedragaren blir frustrerad på grund av scambaiterns beteende, antingen i kommunikation eller av sådant så som uteblivna betalningar, resor till möten som aldrig ägt rum, etc.
Scambaiting kan vara farligt och riskabelt, särskilt om man går med på att träffa bedragarna, eftersom man då riskerar att bli utsatt för fysiskt våld, speciellt om det är i samma region eller land bedragarna är verksamma.

## Etiska frågor
Scambaiting kan sägas i sig vara en form av bedrägeri, även om den som blir lurad själv är bedragare. Det etiska i trofésamlande kan ifrågasättas, då möjligheten finns att personen på fotografierna inte är bedragaren själv utan någon annan som har blivit tvingad till ett eller annat. Detta gör det etiskt tveksamt, t.ex. i de fall där scambaiters har fått bedragare (eller någon de har tvingat) att tatuera sig. Även i de fall där scambaiters har fått pengar skickade till sig är det sannolikt att pengarna är intjänade på olaglig väg.

## På svenska
På svenska finns boken Spam (Ruin) utgiven 2009, där ett urval scambaiting-brevväxlingar översatts.